# Boris Jakovenko
Boris Valentinovič Jakovenko (rusky Борис Валентинович Яковенко; 23. květnajul./ 4. června 1884greg. v Tveru – 16. ledna 1949 v Praze) byl ruský filozof, historik filozofie, publicista a překladatel.

## Život
Žil během První světové války a během Říjnové revoluce v Itálii. Roku 1924 na pozvání presidenta Masaryka přijel do Prahy, V letech 1929–1938 vydával časopis Der Russische Gedanke a také neperiodické sborníky Bibliotheque Internationale do Philosophiе. Jakovenkova rozsáhlá práce Dějiny ruské filosofie vyšla v Praze česky. Jeho ženou byla Věra Lifšic (rusky Вера Лифшиц), jež byla sestrou manželky spisovatele Volodymyra Vynnyčenka.

## Dílo
- JAKOVENKO, Boris, 1939. Dějiny ruské filosofie. 1. vyd. Praha: Slovanský ústav. 562 s.